# Коньяти, Империя

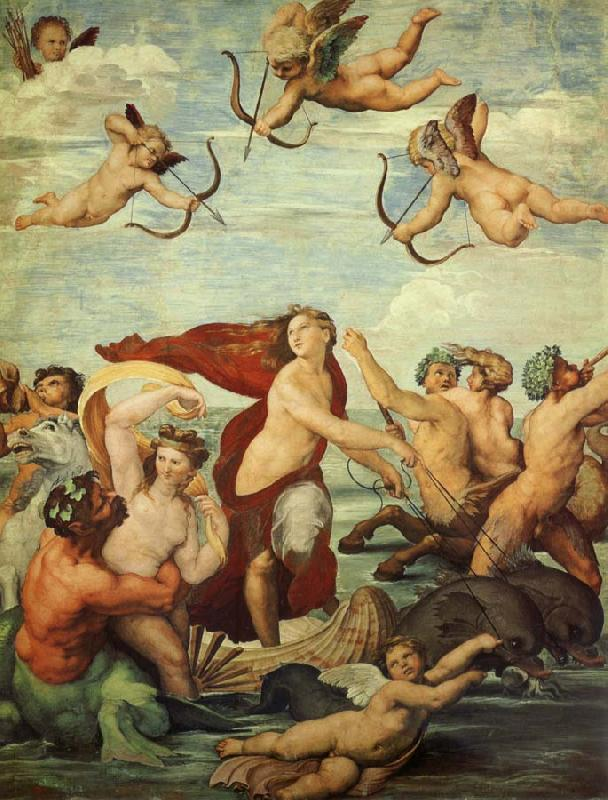
«Триумф Галатеи» Рафаэля. Возможно на этой картине изображена Империя Коньяти

Империя Коньяти (итал. Imperia Cognati; 3 августа 1486 — 15 августа 1512) — римская куртизанка. Предположительно она стала первой знаменитой представительницей класса куртизанок, появившегося в Риме в конце XV века.

## Исторический контекст
В XV веке у придворных римского папы распространилась мода нанимать женщин для своего сопровождения в придворной жизни. Поскольку папскими придворными были священнослужители, которым запрещалось вступать в брак, женщины, с которыми они общались, не могли быть их супругами, но в то же время они должны были быть образованными и знать правила этикета, чтобы иметь возможность участвовать в придворной жизни. Так появился новый класс проституток в христианской Европе ― куртизанки. Это явление затем распространились из Рима по значительной части Европы, а Империя, вероятно, стала первой известной представительницей этого нового типа проституток. Куртизанки традиционно имели одного постоянного покровителя, в то же время дополнительно заводя отношения с временными клиентами.

## Имя и происхождение
Империя Коньяти была дочерью Дианы ди Пьетро Коньяти (другие варианты её фамилии: Cugnati и Corgnati), римской проститутки. Её отца звали Парис, это было либо его личное имя, либо топонимическая фамилия («Де Пари»). Была выдвинута версия, что Парис де Грасси, в старшем возрасте бывший церемониймейстером римского папы Юлия II, мог стать её отцом в молодости. Империя именовала себя в документах Империей (ди Пьетро) Коньяти, а в своём завещании она называлась Империей де Парис. Позднее к ней стали обращаться по имени Лукреция, которое носила её дочь и, вероятно, не было её собственным именем.
Существуют некоторые разногласия и относительно года и места её рождения. Помимо традиционного 1486 года, есть источники, утверждающие, что она появилась на свете 3 августа 1481 года, то есть на пять лет раньше. Местом её рождения обычно называют Рим, или, точнее, Виа Алессандрину в районе Борго. Однако существует также версия, что она была родом из Феррары.

## Куртизанка
Коньяти либо рано выбрала имя Империя в качестве своего профессионального имени, либо стала куртизанкой только после рождения дочери. В любом случае, вскоре после того, как она стала куртизанкой, она уже считалась архетипом этого класса женщин. Современные ей источники отмечали её обаяние и ум. Банкир Агостино Киджи, в то время считавшийся самым богатым банкиром в мире, был постоянным и главным клиентом Империи. Он обеспечивал Империю, позволяя ей поддерживать королевский уровень жизни. Коньяти содержала и дворец в Риме, и загородную виллу за городом.
Как и большинство куртизанок, она проводила дни у окна, демонстрируя свою внешность прохожим. За ней ухаживали мужчины с папского двора, но она позиционировала себя как исключительную особу и принимала только немногих клиентов, окружая себя представителями знатных семей. Среди её любовников был и художник Рафаэль, для чьих картин Империя не раз позировала в качестве модели. Сохранилось несколько анекдотов, демонстрирующих её непристойное остроумие. Так, над её порогом размещалась надпись, приглашавшая только тех, кто имеет острый ум и хорошее настроение и кто, уходя, оставит деньги или значительный подарок. Распространение получила также поговорка, что Рим был благословлён богами дважды: Марс дал им Римскую империю, а Венера — Империю Коньяти.

## Известные любовники
- Филиппо Бероальдо Младший, поэт и библиотекарь
- Анджело ди Буфало, банкир
- Агостино Киджи, банкир
- Анджело Колоччи, папский секретарь при Льве X
- Томмазо Ингирамми, папский библиотекарь
- Блозио Палладио, поэт и архитектор
- Рафаэль, художник
- Якопо Садолето, впоследствии кардинал

## Смерть
Легенды окутывают обстоятельства смерти Империи Коньяти. Так, согласно распространённой версии она отравилась 13 августа 1512 года, подготовила завещание и умерла через два дня, несмотря на то, что Киджи отправил к ней лучших и самых опытных врачей. Ходили слухи о различных мотивах её самоубийства: им могла стать искренняя влюблённость в Анджело дель Буфало, своего давнего клиента, но с которым она была вынуждена прекратить свои отношения. По другой версии причиной стало то, что её место при Киджи было занято его более молодой любовницей.
Писатель и её современник Пьетро Аретино утверждал, что Империя умерла богатой и почитаемой в своём собственном доме.
Агостино Киджи профинансировал её пышные похороны в Риме, что было необычно для её статуса проститутки. Памятник, установленный ей в церкви Святого Григория Великого на Целии, не сохранился до наших дней.

## Семья
В возрасте 17 или 14 лет Империя Коньяти родила дочь Лукрецию. Отец неизвестен, но многие историки предполагают, что им был Киджи, который и сам утверждал это. В завещании Империи 1512 года Лукреция была названа её наследницей с кантором папской капеллы Паоло Тротти в качестве её отчима.
Империя сделала Агостино Киджи, Улисса Ланчарини да Фано, а также Паоло и Диану ди Треви исполнителями своего завещания и попросила Киджи устроить брак её дочери. Лукреция росла в Сиене или в монастыре Святой Марии в Кампо-Марцио, ведя уединённую и добродетельную жизнь, прежде чем вышла замуж за Арканджело Колонну, от которого родила двух сыновей. До 1521 года она вела судебную тяжбу со своей бабушкой Дианой, которой по завещанию Империи досталось лишь 100 дукатов. 9 января 1522 года Лукреция пыталась отравиться, чтобы отбиться от ухаживаний кардинала Раффаэло Петруччи. Пережив попытку самоубийства, она приобрела репутацию ещё более добродетельной женщины.
Существование второй дочери Империи от Киджи, Маргариты, не подтверждается документами и ставится под сомнение историками.

## Образ в литературе и искусстве
- Империя Коньяти изображалась в современной ей литературе, в частности в романе Маттео Банделло, и была героиней множества легенд и историй.
- Она дружила с Рафаэлем и послужила моделью для нескольких его работ: в образе музы в «Триумфе Галатеи» (Вилла Фарнезина)[7], Сапфо в Ватиканском дворце и Сивиллы на гробнице Киджи в Санта-Мария-делла-Паче.
- Оноре де Бальзак описал куртизанку по имени Империя в своём рассказе 1832 года «Красавица империя», действие которого происходит во времена Констанцского собора, за 100 лет до смерти Коньяти. Таким образом, этот литературный персонаж имеет мало общего с Империей, кроме имени и рода занятий.
- Империя Бальзака была изображена немецким художником Ловисом Коринтом в 1925 году, а также в виде статуи в 1993 году на входе в гавань немецкого Констанца.
- Роль Империи Коньяти в итальянском телефильме 2005 года исполнила актриса Мануэла Аркури.